# Global Processing Unit
Die Global Processing Unit ist eine Anwendung auf Basis des P2P-Protokolls Gnutella bzw. der Weiterentwicklung Pastella. Die Grundidee ist es, Rechenleistung auf Rechner aufzuteilen und so bei der Berechnung von Werten effektiver und schneller zu sein.

## Verfahren
Mehrere mit Gnutella vernetzte Rechner bilden im GPU einen Computercluster. Auf jedem Rechner in diesem Netzwerk läuft ein Client. Dieser kann durch Plugins in Rechenoperationen einbezogen werden. So errechnet nicht nur ein Computer den Wert, sondern viele Computer tragen Teilberechnungen dazu bei. Jeder errechnete Teilwert wird dann von den Clients auf einen Server übertragen, um zu einem Gesamtergebnis zusammengefügt zu werden.
Ein Cluster hat etwa eine Größe zwischen 5 und 17 Rechnern. Anwendung findet die Global Processing Unit zum Beispiel bei dem Rendern von Videos, zum Erstellen einer Suchmaschine, Berechnung digitaler Landschaften etc.
Letztendlich wird durch das Peer-to-Peer-Netz ein Supercomputer mit enormer Rechenleistung erschaffen.